# Бутаевы
Бута́евы (осет. Бутатæ) — древняя осетинская фамилия. Являются потомками любимого внука Ос-Багатара, Цахила. Являются выходцами из урочища Верхний Мизур Алагирского ущелья.

## Антропонимика
Из тюрк. бута—‘ветвь, розга; бедро’. Возможно из чеч.-инг. бута—‘бзик’ (у рогатого скота).

## Происхождение
Бутаевы являются выходцами из урочища Стыр Мизур Алагирского ущелья. Предка их звали Бута. От его имени и произошла фамилия. На сегодняшний день фамилии 400 лет, и в настоящее время здравствует шестнадцатое поколение от основателя рода. У Бутаевых некоторых звали по имени отца. Например, детей Кара-бая — Карабаевы, Зурая — Зураевы. Есть у них Пчелаевы, Гасовы, Габисоевы (Габысойтæ). Но все они — Бутаевы. В Стыр Мизуре Бутаевы считались сильным, многочисленным родом.
Однажды кто-то из старших фамилии для строительства моста позволил жителям другого села срубить участок леса, принадлежащий жителям Стыр Мизура. Это возмутило представителей одной из фамилий, живших в Стыр Мизуре. В результате произошел конфликт, приведший к смерти трех представителей этой фамилии. Большинство мизурцев приняли сторону пострадавших и выступили против Бутаевых. Назревал большой конфликт. У Бутаевых в то время были побратимы среди кабардинских князей, и они обратились к ним за помощью. Те собрали большой отряд и отправили его в помощь Бутаевым. Когда отряд проехал поляну Зилахар, то дальше пришлось рубить лес, прокладывая дорогу для всадников. Так пособники Бутаевых с неожиданной стороны вышли к Стыр Мизуру. Они отправили в село делегацию с ультиматумом — или примирение с Бутаевыми, или бой. Сельчане, увидев такую грозную силу, решили примириться. С тех пор эта тропа стала называться конной тропой Бутаевых (Бутаты бæхты фæндаг) и так именуется на современных картах. Через некоторое время был совершен набег на Алагирское ущелье, повлекший большие человеческие и материальные потери, после которого был созван большой сход. Мизурцы, у которых оставался камень обиды на Бутаевых, предложили: если фамилия Бутаевых такая сильная, пусть они поселятся у входа в Алагирское ущелье и защищают его от набегов. У Бутаевых выбор был невелик: или признать свою слабость, или взять на себя эту тяжелую и опасную ношу. Они не пошли на унижение и в конце XVII в. во главе с Бутаевым Быза поселились у входа в ущелье в его узком месте (где с XII—XIII вв. стояла застава царского рода Царазоновых) и на склоне горы основали село, которое стало называться Бызайкау (впоследствии Бызыкау, в настоящее время — Биз). Не прошло и года, как кабардинцы, оказавшие Бутаевым помощь, большим отрядом решили совершить набег на Алагирское ущелье. Приехали к Бутаевым. Те их гостеприимно встретили. После застолья гости рассказали хозяевам о своих намерениях. Бутаевы оказались перед страшным выбором: пропустить оказавших им помощь кабардинцев и навлечь на себя позор своего народа или встать на защиту ущелья, потерять друзей и погибнуть. Бутаевы заявили, что не могут позволить совершить набег на ущелье, поскольку им поручена его охрана. Предложили гостям забрать все, что у них было, — свое оружие, скот и другое имущество. В результате между ними возник конфликт, перешедший в страшный бой, в итоге которого все кабардинцы были уничтожены, а из Бутаевых выжил только молодой парень Тага, весь израненный. Его выходили всем селом. После этого случая жители Алагирского ущелья, единственные в Осетии, больше никому не платили подать и очень этим гордились. Спустя годы, когда юноша Тага стал слепым стариком, в ущелье пришли баделята. Женщины (среди которых была его сноха), находившиеся внизу у родника, заметили непрошеных гостей. В селе в это время никого из мужчин не было. К старику отправили мальчика с дурной вестью. Тага взял оружие и поручил невестке сообщать ему, когда баделята появятся из-за поворота, а мальчика отправил развести костер на башне, чтобы известить жителей ущелья о набеге. Тага, который почти ничего не видел, помнил то место, куда надо целиться, — оттуда неминуемо должны были выехать неприятели. Завязался бой, баделята были уничтожены. Об этом случае Плиев Хадо написал поэму. В XIX в. Бутаевы перебрались на равнину в нынешний Алагирский район. Последним из Бызыкау переселился Михел Бутаев. Он прожил 114 лет.

## Генеалогия
Арвадалта
Родственными фамилиями (осет. æрвадæлтæ) Бутаевых являются: Каргиновы, Кодоевы, Габисовы, Салбиевы и Цалоевы. Между этими фамилиями запрещены браки.
| Компания   | Антропоним           | Гаплогруппы       |
| ---------- | -------------------- | ----------------- |
| Scientific | OSE-053 ― Бутаев     | G2a1a (P18)       |
| 23andMe    | Butayev David (2005) | J-CTS5368 # H13a1 |

## Известные представители
- Асланбек Саввич Бутаев – по образованию адвокат, более известен как один из первых журналистов в Осетии. Дружил с Коста Хетагуровым, сборник его стихотворений «Осетинская лира» было осуществлено только благодаря личному участию Асланбека Бутаева.
- Казбек Саввич Бутаев – партийный и государственный деятель, экономист. Руководитель института красной профессуры в Москве.
- Инал Саввич Бутаев – доктор экономических наук, служил экспертом по международной экономике.
- Фатима Асланбековна Бутаева – кандидат технических наук, учёная-физик, педагог. Создательница люминесцетной лампы.
- Девлет Асланбекович Бутаев – был завкафедрой гидро- и термодинамики МГТУ им. Н. Э. Баумана, завкафедрой в Венском университете, был директором международной организации ЮНИДО по Юго-Восточной Азии. В книге Почёта Посольства Индии есть запись о нём и фото на Почётной доске.
- Георгий Данилович Бутаев – лейтенант Красной Армии, участник Великой Отечественной войны. Герой Советского Союза.
- Таймураз Майрамович Бутаев – главный санитарный врач РСО-Алания, заслуженный врач Южной Осетии, заслуженный врач Российской Федерации.
- Тамерлан Дзамболатович Бутаев – кандидат медицинских наук, кардиолог в Санкт-Петербурге.
- Георгий Михайлович Бутаев – доктор технических наук, основатель факультета электронной техники СКГМИ.
- Борис Михайлович Бутаев – кандидат медицинских наук, был завкафедрой фармакологии СОГМИ.
- Сосланбек Асланбекович Бутаев – советский государственный деятель. Экономист, начальник отдела, преподаватель университета, доцент.
- Тамара Михайловна Бутаева – заслуженный архитектор РСФСР, педагог.
- Казбек Таймуразович Бутаев – руководитель Финансовой корпорации.
- Игорь Георгиевич Бутаев – бывший главный конструктор авиакосмической корпорации в Канаде.
- Константин Николаевич Бутаев  – заслуженный артист РСО-Алания. Актёр театра и кино, телевидения, озвучивания и дубляжа, кинопродюсер, каскадёр.
- Алан Юрьевич Бутаев – заслуженный артист РСО-Алания. Артист цирка, клоун, акробат, актёр.
- Аллон Асланович Бутаев – российский футболист, полузащитник.
- Олег Савельевич Бутаев – архитектор, публицист в Германии.
- Александр Казбекович Бутаев – главный врач Федерального бюджетного учреждения здравоохранения «Центр гигиены и эпидемиологии в Республике Северная Осетия-Алания».
- Ася Арсеновна Бутаева – сотрудник Российского Посольства во Франции.